# Deining
Deining er en kommune i Landkreis Neumarkt in der Oberpfalz i Oberpfalz i den tyske delstat Bayern.

## Geografi
Deining ligger i dalen til floden Weiße Laber.

### Inddeling
I kommunen ligger følgende landsbyer og bebyggelser:
| - Arzthofen - Bäckermühle - Büglmühle - Deining - Deining-Bahnhof - Döllwang - Graßahof | - Großalfalterbach - Hacklsberg - Kleinalfalterbach - Körndlhof - Kreismühle - Laabermühle - Lengenbach | - Leutenbach - Mittersthal - Oberbuchfeld - Pirkach - Roßamühle - Rothenfels - Sallmannsdorf - Siegenhofen | - Sipplmühle - Sternberg - Straußmühle - Tauernfeld - Thannbügl - Unterbuchfeld | - Waltersberg |

## Historie
Deining er nævnt første gang i 1072 et dokument fra Biskop Gundekar II. fra Eichstätt (Pontifikale Gundekarianum). Deining hørte til Rentamt Amberg og var en del af Kurfyrstedømmet Bayern. Kommunen blev oprettet i 1818 og fik i områdereformerne fra 1972 til 1978 den nuværende udstrækning.

## Trafik
Gennem Deining går Bundesstraße 8 fra Regensburg til Neumarkt, og krydser her vejen fra Freystadt til Velburg.
I Deining-Bahnhof er der stoppested, Deining (Oberpfalz) på jernbanen fra Nürnberg til Regensburg.